# Liste der Baudenkmäler in Aachen-Walheim
Die Liste der Baudenkmäler in Aachen-Walheim enthält die denkmalgeschützten Bauwerke auf dem Gebiet von Aachen-Walheim, Stadtbezirk Kornelimünster/Walheim, in Nordrhein-Westfalen (Stand: 27. September 2016). Diese Baudenkmäler sind in der Denkmalliste der Stadt Aachen eingetragen; Grundlage für die Aufnahme ist das Denkmalschutzgesetz Nordrhein-Westfalen (DSchG NRW).

## Denkmäler
Diese Teilliste der Liste der Baudenkmäler in Aachen umfasst alphabetisch nach Straßennamen sortiert die Baudenkmäler auf dem Gebiet der 1972 nach Aachen eingemeindeten Gemeinde Walheim, der heutigen Aachener Gemarkung Walheim. Ebenfalls hier berücksichtigt sind die angrenzenden, bereits früher eingemeindeten und 1972 dem Stadtbezirk Kornelimünster/Walheim zugeordneten Gebiete der Gemarkungen Lichtenbusch und Sief sowie des Ortsteils Grüne Eiche in der Gemarkung Forst
| Bild                                             | Bezeichnung                                       | Lage                                                                           | Beschreibung | Bauzeit                                 | Eingetragen seit | Denkmal- nummer |
| ------------------------------------------------ | ------------------------------------------------- | ------------------------------------------------------------------------------ | --- | --------------------------------------- | ---------------- | --------------- |
| Wohnhaus                                         | Wohnhaus                                          | Aachener Straße 133 Karte                                                      | |                                         |                  |                 |
| Dreifaltigkeitskapelle (Schleckheim)             | Dreifaltigkeitskapelle (Schleckheim)              | Aachener Straße 246 Karte                                                      | Ersatzbau für ein wesentlich älteres Gotteshaus | 1646                                    |                  |                 |
| Wohnhaus                                         | Wohnhaus                                          | Aachener Straße 283 Karte                                                      | |                                         |                  |                 |
| Wohnhaus (Teile)                                 | Wohnhaus (Teile)                                  | Aachener Straße 289 Karte                                                      | |                                         |                  |                 |
| Wohnhaus (Teile)                                 | Wohnhaus (Teile)                                  | Albert-Einstein-Straße 34 Karte                                                | |                                         |                  |                 |
| Wohnhaus                                         | Wohnhaus                                          | Albert-Einstein-Straße 35 Karte                                                | Zweigeschossiges Backsteinhaus mit vier Fensterachsen, dabei Außenachsen risalitförmig vorgezogen, Blausteingewände | vor Mitte 19. Jh.                       |                  |                 |
| weitere Bilder                                   | Kirche „St. Anna“                                 | Albert-Einstein-Straße 38 Karte                                                | |                                         |                  | Wikidata        |
| Wohnhaus                                         | Wohnhaus                                          | Albert-Einstein-Straße 40 Karte                                                | |                                         |                  |                 |
| Wohnhaus                                         | Wohnhaus                                          | Albert-Einstein-Straße 44–46 Karte                                             | |                                         |                  |                 |
| Wohnhaus                                         | Wohnhaus                                          | Albert-Einstein-Straße 45 Karte                                                | |                                         |                  |                 |
| Wohnhäuser                                       | Wohnhäuser                                        | Albert-Einstein-Straße 51, 53 Karte                                            | |                                         |                  |                 |
| Wohnhaus                                         | Wohnhaus                                          | Albert-Einstein-Straße 56 Karte                                                | |                                         |                  |                 |
| Wohnhaus                                         | Wohnhaus                                          | Albert-Einstein-Straße 57 Karte                                                | Zweigeschossiges Haus aus Bruchstein, geschlämmt, Blausteingewände | Anfang 19. Jh.                          |                  |                 |
| Wohnhaus                                         | Wohnhaus                                          | Albert-Einstein-Straße 61 Karte                                                | Zweigeschossiger Bruchsteinbau, traufseitiger fünfachsiger Teil und links anschließend dreiachsiger giebelständiger Teil, dort Krüppelwalmdach, Blausteingewände, ehemaliges Pfarrhaus | 19. Jh.                                 |                  |                 |
| Wohnhaus                                         | Wohnhaus                                          | Albert-Einstein-Straße 67 Karte                                                | Bruchsteingebäude, giebelständig, mit vorspringendem giebelständigem Teil von zwei Achsen auf zwei Geschossen, im größeren Baukörper Tor mit aus Backsteinen gemauertem Korbbogen und Blausteingewände sowie Schlussstein in Blaustein | Mitte 19. Jh.                           |                  |                 |
| Wohnhäuser                                       | Wohnhäuser                                        | Albert-Einstein-Straße 77 Karte                                                | |                                         |                  |                 |
| Wohnhaus (Teile)                                 | Wohnhaus (Teile)                                  | Albert-Einstein-Straße 78, 78a Karte                                           | |                                         |                  |                 |
| Wohnhäuser                                       | Wohnhäuser                                        | Albert-Einstein-Straße 79 Karte                                                | |                                         |                  |                 |
| Wohnhaus                                         | Wohnhaus                                          | Albert-Einstein-Straße 86 Karte                                                | |                                         |                  |                 |
| Wohnhäuser                                       | Wohnhäuser                                        | Albert-Einstein-Straße 87–89 Karte                                             | |                                         |                  |                 |
| Wohnhäuser                                       | Wohnhäuser                                        | Albert-Einstein-Straße 91 Karte                                                | |                                         |                  |                 |
| Wohnhäuser                                       | Wohnhäuser                                        | Albert-Einstein-Straße 97, 99 Karte                                            | |                                         |                  |                 |
| Wohnhäuser                                       | Wohnhäuser                                        | Albert-Einstein-Straße 101 Karte                                               | |                                         |                  |                 |
| Wohnhaus                                         | Wohnhaus                                          | Albert-Einstein-Straße 107 Karte                                               | |                                         |                  |                 |
| Wohnhaus                                         | Wohnhaus                                          | Albert-Einstein-Straße 113 Karte                                               | |                                         |                  |                 |
| Wohnhäuser                                       | Wohnhäuser                                        | Albert-Einstein-Straße 123, 125 Karte                                          | |                                         |                  |                 |
| Wohnhäuser                                       | Wohnhäuser                                        | Albert-Einstein-Straße 129 Karte                                               | |                                         |                  |                 |
| Wohnhaus                                         | Wohnhaus                                          | Ardennenstraße 1A Karte                                                        | |                                         |                  |                 |
| Wohnhaus                                         | Wohnhaus                                          | Ardennenstraße 9 Karte                                                         | |                                         |                  |                 |
| Wohnhaus                                         | Wohnhaus                                          | Ardennenstraße 25–27 Karte                                                     | |                                         |                  |                 |
| Wohnhaus                                         | Wohnhaus                                          | Ardennenstraße 34 Karte                                                        | |                                         |                  |                 |
| Wohnhaus (Teile)                                 | Wohnhaus (Teile)                                  | Ardennenstraße 35 Karte                                                        | |                                         |                  |                 |
| Wohnhaus (Teile)                                 | Wohnhaus (Teile)                                  | Ardennenstraße 38 Karte                                                        | |                                         |                  |                 |
| Wohnhaus (Teile)                                 | Wohnhaus (Teile)                                  | Ardennenstraße 42 Karte                                                        | |                                         |                  |                 |
| Wohnhaus (Teile)                                 | Wohnhaus (Teile)                                  | Ardennenstraße 84 Karte                                                        | |                                         |                  |                 |
| Wohnhaus                                         | Wohnhaus                                          | Auf der Kier 11 Karte                                                          | |                                         |                  |                 |
| Wohnhaus                                         | Wohnhaus                                          | Auf der Kier 12 Karte                                                          | |                                         |                  |                 |
| Wohnhaus                                         | Wohnhaus                                          | Auf der Kier 36 Karte                                                          | |                                         |                  |                 |
| Wohnhäuser                                       | Wohnhäuser                                        | Baumgartsweg 6, 6a Karte                                                       | |                                         |                  |                 |
| Wohnhäuser                                       | Wohnhäuser                                        | Baumgartsweg 10, 10a Karte                                                     | |                                         |                  |                 |
| Wohnhäuser                                       | Wohnhäuser                                        | Baumgartsweg 12, 12a Karte                                                     | |                                         |                  |                 |
| Wohnhäuser                                       | Wohnhäuser                                        | Baumgartsweg 14, 14a Karte                                                     | |                                         |                  |                 |
| Wohnhäuser                                       | Wohnhäuser                                        | Baumgartsweg 16, 16a Karte                                                     | |                                         |                  |                 |
| Gebäude                                          | Gebäude                                           | Baumgartsweg 18–22 Karte                                                       | |                                         |                  |                 |
| Wohnhaus                                         | Wohnhaus                                          | Baumgartsweg 24 Karte                                                          | |                                         |                  |                 |
| weitere Bilder                                   | „Kloster Brandenburg“                             | Baumgartsweg 26 Karte                                                          | 1477 bis zur Säkularisation 1784 Kreuzherrenordens, zuvor "Gut Brandenburg", anschließend wieder landwirtschaftliches Gut, ab 1980er-Jahre Wohnblock. unregelmäßige ehemals wasserumwehrte vierflügelige Anlage in Bruchstein mit Blausteingewände, Haupttrakt dreigeschossig in 2:3 Achsen, Seitenflügel zweigeschossig, ehemalige Kirche fünfjochig mit dreiseitigem Chorschluss | 1441                                    |                  |                 |
| „Klostermühle Brandenburg“                       | „Klostermühle Brandenburg“                        | Baumgartsweg 38, 40 Karte                                                      | Erste Erwähnung 1585; ehemalige Getreide- und Ölmühle des Kreuzherrenordens; ab dem 19. Jh. landwirtschaftlicher Betrieb; Bruchsteinhäuser mit Blausteinwänden und Satteldächern | 15. Jh. / 18. Jh.                       |                  |                 |
| „Gut Kreuzchen“                                  | „Gut Kreuzchen“                                   | Baumgartsweg 106 Karte                                                         | Bruchsteinhof mit zweigeschossigem Wohnhaus, zum Teil mit Blausteingewänden | 18./19. Jh.                             |                  |                 |
| Wohnhaus                                         | Wohnhaus                                          | Bechheim 1 Karte                                                               | |                                         |                  |                 |
| Wohnhaus                                         | Wohnhaus                                          | Bechheim 6 Karte                                                               | |                                         |                  |                 |
| Wohnhaus                                         | Wohnhaus                                          | Bechheim 9 Karte                                                               | |                                         |                  |                 |
| Wohnhaus                                         | Wohnhaus                                          | Bechheim 11 Karte                                                              | |                                         |                  |                 |
| Wohnhaus (Teile)                                 | Wohnhaus (Teile)                                  | Bergfeld 31 Karte                                                              | |                                         |                  |                 |
| Brücke über den Iterbach                         | Brücke über den Iterbach                          | Flur 04, Flurst.Nr. 1095                                                       | |                                         |                  |                 |
| Wohnhäuser                                       | Wohnhäuser                                        | Dorfstraße 2, 4 Karte                                                          | |                                         |                  |                 |
| Wohnhäuser                                       | Wohnhäuser                                        | Dorfstraße 5, 7 Karte                                                          | | 1890 (Nr. 5)                            |                  |                 |
| Wohnhaus                                         | Wohnhaus                                          | Dorfstraße 8 Karte                                                             | |                                         |                  |                 |
| Wohnhaus                                         | Wohnhaus                                          | Dorfstraße 9 Karte                                                             | |                                         |                  |                 |
| Wohnhäuser                                       | Wohnhäuser                                        | Dorfstraße 10, 12 Karte                                                        | |                                         |                  |                 |
| Wohnhaus                                         | Wohnhaus                                          | Dorfstraße 19 Karte                                                            | |                                         |                  |                 |
| Wohnhäuser                                       | Wohnhäuser                                        | Dorfstraße 20, 22 Karte                                                        | Haus-Nr. 22 auf Fundamenten aus dem Jahre 1614 (lt. Inschrift) | 1920 (Nr. 20)                           |                  |                 |
| Wohnhaus (Teile)                                 | Wohnhaus (Teile)                                  | Dorfstraße 27 Karte                                                            | |                                         |                  |                 |
| Wohnhaus                                         | Wohnhaus                                          | Dorfstraße 28 Karte                                                            | |                                         |                  |                 |
| Wohnhaus                                         | Wohnhaus                                          | Dorfstraße 29 Karte                                                            | |                                         |                  |                 |
| Wohnhäuser                                       | Wohnhäuser                                        | Dorfstraße 33, 35 Karte                                                        | |                                         |                  |                 |
| Wohnhaus                                         | Wohnhaus                                          | Dorfstraße 36 Karte                                                            | |                                         |                  |                 |
| Wohnhaus                                         | Wohnhaus                                          | Dorfstraße 40 Karte                                                            | |                                         |                  |                 |
| Wohnhaus                                         | Wohnhaus                                          | Dorfstraße 44 Karte                                                            | |                                         |                  |                 |
| Brücke über den Bechheimer Bach                  | Brücke über den Bechheimer Bach                   | Dorfstraße Karte                                                               | |                                         |                  |                 |
| Wohnhäuser                                       | Wohnhäuser                                        | Eicher Weg 58 Karte                                                            | |                                         |                  |                 |
| Wohnhäuser                                       | Wohnhäuser                                        | Eicher Weg 60–62 Karte                                                         | |                                         |                  |                 |
| Wohnhäuser                                       | Wohnhäuser                                        | Eicher Weg 64 Karte                                                            | |                                         |                  |                 |
| Wohnhaus                                         | Wohnhaus                                          | Eicher Weg 76 Karte                                                            | |                                         |                  |                 |
| Wohnhaus                                         | Wohnhaus                                          | Eisenhütte 24 Karte                                                            | ehemalige Eisenhütte, im 19. Jh. stillgelegt und landwirtschaftlich genutzt; dreigiebeliges 1½-geschossiges Bruchsteingebäude mit Satteldach | 1780                                    |                  |                 |
| Wohnhaus                                         | Wohnhaus                                          | Falkenberg 2–4 Karte                                                           | |                                         |                  |                 |
| Wohnhaus (Teile)                                 | Wohnhaus (Teile)                                  | Falkenberg 8 Karte                                                             | |                                         |                  |                 |
| Wohnhaus (Teile)                                 | Wohnhaus (Teile)                                  | Frennetstraße 4 Karte                                                          | |                                         |                  |                 |
| Wohnhäuser                                       | Wohnhäuser                                        | Frennetstraße 58, 58a Karte                                                    | |                                         |                  |                 |
| Wohnhaus                                         | Wohnhaus                                          | Frennetstraße 105 Karte                                                        | |                                         |                  |                 |
| Wohnhaus                                         | Wohnhaus                                          | Friesenrather Weg 6 Karte                                                      | |                                         |                  |                 |
| Wohnhäuser                                       | Wohnhäuser                                        | Friesenrather Weg 9, 11, 13 Karte                                              | |                                         |                  |                 |
| Wohnhäuser                                       | Wohnhäuser                                        | Friesenrather Weg 19, 21–23 Karte                                              | |                                         |                  |                 |
| Wohnhäuser                                       | Wohnhäuser                                        | Friesenrather Weg 22 Karte                                                     | |                                         |                  |                 |
| Wohnhäuser                                       | Wohnhäuser                                        | Friesenrather Weg 24 Karte                                                     | |                                         |                  |                 |
| Wohnhäuser                                       | Wohnhäuser                                        | Friesenrather Weg 25 Karte                                                     | |                                         |                  |                 |
| Wohnhaus                                         | Wohnhaus                                          | Friesenrather Weg 31 Karte                                                     | |                                         |                  |                 |
| Wohnhaus                                         | Wohnhaus                                          | Friesenrather Weg 37 Karte                                                     | |                                         |                  |                 |
| Kriegerkapelle                                   | Kriegerkapelle                                    | Friesenrather Weg Karte                                                        | erbaut als Marienkapelle um das Dorfkreuz als öffentliche Gebetsstätte; später Gedenkstätte für die Opfer beider Weltkriege | 1906                                    |                  |                 |
| Kapelle St. Bernhard                             | Kapelle St. Bernhard                              | Friesenrather Weg Karte                                                        | erbaut als Eigenleistung der Bürger aus Bruchsteinmauerwerk, Architekt: Karl Schmitz. Eingangstür und die Tür zur Sakristei stammen aus der Bauzeit, ebenso das Gestühl, das aus der Ursulinerkapelle, Bergdriesch 32, übernommen wurde. Der Altarraum wurde nach den Regeln des 2. Vatikanums in den 1960er Jahren mit dunklem Marmor umgebaut. Das Altarbild der "Immerwährenden Hilfe" war ein Geschenk von Karl Schmitz. | 1938/39                                 |                  | 0376            |
| Wohnhaus                                         | Wohnhaus                                          | Gracht 8 Karte                                                                 | |                                         |                  |                 |
| „Schellartshof“                                  | „Schellartshof“                                   | Grüne Eiche 34 Karte                                                           | ehemaliger Grenzhof zwischen Aachener Reich und dem Herzogtum Limburg; vierflügeliger ehemals wasserumwehrter Bruchsteinhof, von dem das zweigeschossige Wohnhaus mit den Jahreszahlen 1713 und 1748 in Eisenankern und auf Keilsteinen sowie ein Wirtschaftsflügel erhalten geblieben sind; die übrigen Flügel und weitere Veränderungen im 20. Jh. | 1391 (Ersterwähnung), 1. Hälfte 18. Jh. |                  |                 |
| weitere Bilder                                   | „Gut Hebscheid“                                   | Grüne Eiche 45 Karte                                                           | ehemaliger Adelssitz und Grenzhof zwischen Aachener Reich und dem Herzogtum Limburg; vierflügelige ehemals wasserumwehrte Hofanlage bestehend aus zweigeschossigem Wohnhaus, dreigeschossigem Wohnturm in Bruchstein und mit Zinnen; dreiflügelige Wirtschaftsgebäude nach dem Brand von 1882 neu errichtet, Toreinfahrt mit Blausteinportal und Jahreszahl 1544, darüber Wappenstein mit Jahreszahl 1736 | 1544/1882                               |                  |                 |
| Wohnhaus                                         | Wohnhaus                                          | Grünstraße 1 Karte                                                             | |                                         |                  |                 |
| Wohnhaus                                         | Wohnhaus                                          | Hahner Straße 20 Karte                                                         | |                                         |                  |                 |
| Wohnhäuser                                       | Wohnhäuser                                        | Hahner Straße 29 Karte                                                         | |                                         |                  |                 |
| Wohnhäuser                                       | Wohnhäuser                                        | Hahner Straße 31 Karte                                                         | |                                         |                  |                 |
| Wohnhäuser                                       | Wohnhäuser                                        | Hahner Straße 33 Karte                                                         | |                                         |                  |                 |
| Wohnhaus                                         | Wohnhaus                                          | Hahner Straße 38 Karte                                                         | |                                         |                  |                 |
| Wohnhaus                                         | Wohnhaus                                          | Hahner Straße 44 Karte                                                         | |                                         |                  |                 |
| Wohnhaus                                         | Wohnhaus                                          | Hahner Straße 49a Karte                                                        | |                                         |                  |                 |
| Wohnhäuser                                       | Wohnhäuser                                        | Hahner Straße 55 Karte                                                         | |                                         |                  |                 |
| Wohnhäuser                                       | Wohnhäuser                                        | Hahner Straße 57 Karte                                                         | |                                         |                  |                 |
| Wohnhäuser                                       | Wohnhäuser                                        | Hahner Straße 73, 75 Karte                                                     | Ehemalige Hahner Mühle, Ersterwähnung um 1800 als Mahlmühle, 1950 stillgelegt und Gebäude als Mehrfamilienhaus umgerüstet |                                         |                  |                 |
| Wohnhaus                                         | Wohnhaus                                          | Hahner Straße 76 Karte                                                         | |                                         |                  |                 |
| weitere Bilder                                   | Kalkofen Wolfspfad                                | Hahner Straße Karte                                                            | freistehender Trichterschachtofen auf quadratischem Grundriss mit zwei Gewölbearbeitsräumen, Höhe 9 m, Durchmnesser 4 m, vier Zuglöcher; Stilllegung um 1950, 1987 restauriert | 1924                                    |                  |                 |
| Kalkofen In der Au                               | Kalkofen In der Au                                | Hahner Straße Karte                                                            | Trichterkalkofen mit Gewölbearbeitsraum, Höhe, 9 m, Durchmesser 4 m, 1930 neues Gebläse | 1920                                    |                  |                 |
| weitere Bilder                                   | Kath. Pfarrkirche St. Maria Schmerzhafte Mutter   | Hahner Straße Karte                                                            | als alte Kapelle bereits 1280 erwähnt; Neubau nach Plänen des Dombaumeisters Vinzenz Statz | 1880                                    |                  |                 |
| Bunker                                           | Bunker                                            | Hundertsweg, nördl. des Hauses Nr. 22 Karte                                    | Langrechteckiges Bauwerk mit einer Wandstärke von nur 40 cm, ohne die bei Bunkern übliche Trägerlagen in den Decken. Eingangsöffnung an der Nordostecke in zwei schräg verlaufende Flügelmauern. | 1939/1940                               |                  |                 |
| „Gut Rumrich“                                    | „Gut Rumrich“                                     | Hundskaulweg 6 Karte                                                           | Vierflügeliger Hof in Bruchstein, zweigeschossiges Wohnhaus mit Blausteingewänden, Wirtschaftsgebäude aus dem 19. Jh. zum Teil mit Backsteingewänden | 18./19. Jh.                             |                  |                 |
| Wohnhaus                                         | Wohnhaus                                          | Hundskaulweg 24 Karte                                                          | |                                         |                  |                 |
| Wohnhaus                                         | Wohnhaus                                          | Hunsrückweg 1 Karte                                                            | |                                         |                  |                 |
| Wohnhaus                                         | Wohnhaus                                          | Kitzenhausweg 203 Karte                                                        | Zweigeschossiges Wohnhaus in Bruchstein in drei Achsen und Blausteingewänden, eingeschossiger Stallanbau. Um 1800 erbaut, 1894 Wiederaufbau nach Brand | 19. Jh.                                 |                  |                 |
| Wohnhäuser                                       | Wohnhäuser                                        | Kitzenhausweg 225, 227 Karte                                                   | Zweigeschossiges T-förmiges Wohnhaus in vier Achsen mit Blaustein und Krüppelwalmdach | 19. Jh.                                 |                  |                 |
| Wohnhaus                                         | Wohnhaus                                          | Knipp 3 Karte                                                                  | |                                         |                  |                 |
| Wohnhaus                                         | Wohnhaus                                          | Königsmühlenweg 5 Karte                                                        | |                                         |                  |                 |
| Wohnhaus                                         | Wohnhaus                                          | Königsmühlenweg 18 Karte                                                       | |                                         |                  |                 |
| Wohnhaus                                         | Wohnhaus                                          | Königsmühlenweg 21 Karte                                                       | |                                         |                  |                 |
| „Königsmühle Walheim“                            | „Königsmühle Walheim“                             | Königsmühlenweg 61, 63 Karte                                                   | ehemalige Ölmühle, Erwähnung seit dem 16. Jh.; dreiflügelige zweigeschossige teilweise weiß geschlämmte Bruchsteinanlage mit Blaustein- und Ziegelwänden, vielfach mit Holzblockzargen und Satteldächern ausgestattet; 1980er-Jahre kernsaniert | 18. Jh.                                 |                  |                 |
| Wohnhaus                                         | Wohnhaus                                          | Kroitzheider Weg 63 Karte                                                      | |                                         |                  |                 |
| Wohnhaus                                         | Wohnhaus                                          | Kroitzheider Weg 95 Karte                                                      | |                                         |                  |                 |
| Wohnhaus                                         | Wohnhaus                                          | Kroitzheider Weg 103–105 Karte                                                 | |                                         |                  |                 |
| weitere Bilder                                   | Wohnhaus                                          | Marientalweg 70–72 Karte                                                       | ab 1913 „Filztuchfabrik Bossbach & Klein“; zuvor Eisenhüttenbetrieb; Erweiterungsbauten vor 1850 (Shedhallen); Zwischen diesen und dem ehemaligen Hammerteich befindet sich das zweigeschossige, achtachsige, in Bruchsteinbauweise mit Blausteingewänden errichtete ehemalige Hauptproduktionsgebäude | 1765                                    |                  |                 |
| Pumpwerk Brandenburg                             | Pumpwerk Brandenburg                              | Monschauer Straße 208 Karte                                                    | romanisierender, teilweise verschieferter Backsteinrohbau | 1886                                    |                  |                 |
| Wohnhaus                                         | Wohnhaus                                          | Monschauer Straße 210 Karte                                                    | |                                         |                  |                 |
| weitere Bilder                                   | Panzerbefestigung                                 | Monschauer Straße / Schleidener Straße Karte                                   | Teil des Westwalls; Höckersperren aus Stahlbeton | 1938/39                                 |                  |                 |
| Wohnhaus                                         | Wohnhaus                                          | Mühle 6 Karte                                                                  | ehem „Schmithofer Mühle“; winkelförmige zweigeschossige zum Teil verändert Anlage in Bruchstein mit Blausteingewänden | 1. Hälfte 19. Jh.                       |                  |                 |
| Wohnhaus (Teile)                                 | Wohnhaus (Teile)                                  | Nerscheider Weg 60–62 Karte                                                    | |                                         |                  |                 |
| „Nerscheider Hof“                                | „Nerscheider Hof“                                 | Nerscheider Weg 70 (Teile) Karte                                               | Zweigeschossiges Wohnhaus in Backstein mit 5:2 Achsen und Krüppelwalmdach; Erdgeschossfenster verändert | 2. Hälfte 19. Jh.                       |                  |                 |
| „Nerscheider Hof“                                | „Nerscheider Hof“                                 | Nerscheider Weg 74 (Teile) Karte                                               | ehemals vierflügeliger geschlämmter Hof in Bruchstein, zum Teil ausgebrannt | 1781                                    |                  |                 |
| Wohnhaus                                         | Wohnhaus                                          | Nerscheider Weg 185 Karte                                                      | heute Kindertagesstätte Aachener Straße (Montessori) |                                         |                  |                 |
| Bunker                                           | Bunker                                            | Nerscheider Weg (südl. Nerscheider Weg / Pascalstraße) Karte                   | Kleiner Artilleriebeobachter. Eingang an der Nordostecke. Anlage enthält einen zweiten 3,10 m großen Raum, dahinter der erste 2 m große Raum für den Artilleriebeobachter. Über mehrere Steigeisen gelangt man zur Ausblicköffnung. An gegenüberliegender Wand zwei Halterungen zur Anbringung eines Sitzbrettes für den Beobachter. | 1938/1940                               |                  |                 |
| Wohnhaus                                         | Wohnhaus                                          | Nütheimer Straße 102 Karte                                                     | |                                         |                  |                 |
| Wohnhaus                                         | Wohnhaus                                          | Nütheimer Straße 119–121 Karte                                                 | |                                         |                  |                 |
| Wohnhäuser                                       | Wohnhäuser                                        | Nütheimer Straße 133 Karte                                                     | |                                         |                  |                 |
| Wohnhäuser                                       | Wohnhäuser                                        | Nütheimer Straße 135–137 Karte                                                 | |                                         |                  |                 |
| Wohnhäuser                                       | Wohnhäuser                                        | Nütheimer Straße 145, 147 Karte                                                | |                                         |                  |                 |
| Wohnhäuser                                       | Wohnhäuser                                        | Nütheimer Straße 148, 150 Karte                                                | |                                         |                  |                 |
| Wohnhäuser                                       | Wohnhäuser                                        | Nütheimer Straße 152, 154 Karte                                                | |                                         |                  |                 |
| Wohnhaus                                         | Wohnhaus                                          | Nütheimer Straße 174 Karte                                                     | |                                         |                  |                 |
| Wohnhaus                                         | Wohnhaus                                          | Nütheimer Straße 177 Karte                                                     | |                                         |                  |                 |
| Wohnhaus                                         | Wohnhaus                                          | Nütheimer Straße 220 Karte                                                     | |                                         |                  |                 |
| Wohnhaus                                         | Wohnhaus                                          | Oberforstbacher Straße 198 Karte                                               | |                                         |                  |                 |
| Wohnhaus                                         | Wohnhaus                                          | Oberforstbacher Straße 213 Karte                                               | |                                         |                  |                 |
| Wohnhaus                                         | Wohnhaus                                          | Oberforstbacher Straße 217a Karte                                              | |                                         |                  |                 |
| Wohnhäuser                                       | Wohnhäuser                                        | Oberforstbacher Straße 225, 227 Karte                                          | |                                         |                  |                 |
| Wohnhaus (Teile)                                 | Wohnhaus (Teile)                                  | Oberforstbacher Straße 240 Karte                                               | |                                         |                  |                 |
| Wohnhaus                                         | Wohnhaus                                          | Oberforstbacher Straße 245 Karte                                               | |                                         |                  |                 |
| Wohnhaus                                         | Wohnhaus                                          | Oberforstbacher Straße 261 Karte                                               | |                                         |                  |                 |
| Wohnhaus (Teile)                                 | Wohnhaus (Teile)                                  | Oberforstbacher Straße 269–269a Karte                                          | |                                         |                  |                 |
| Wohnhäuser                                       | Wohnhäuser                                        | Oberforstbacher Straße 275 Karte                                               | |                                         |                  |                 |
| Wohnhäuser                                       | Wohnhäuser                                        | Oberforstbacher Straße 277 Karte                                               | |                                         |                  |                 |
| Wohnhaus                                         | Wohnhaus                                          | Oberforstbacher Straße 282 Karte                                               | |                                         |                  |                 |
| Wohnhäuser                                       | Wohnhäuser                                        | Oberforstbacher Straße 294, 296 Karte                                          | |                                         |                  |                 |
| Wohnhäuser                                       | Wohnhäuser                                        | Oberforstbacher Straße 295, 297 Karte                                          | |                                         |                  |                 |
| Wohnhaus                                         | Wohnhaus                                          | Oberforstbacher Straße 302 Karte                                               | |                                         |                  |                 |
| Wohnhaus                                         | Wohnhaus                                          | Oberforstbacher Straße 335 Karte                                               | |                                         |                  |                 |
| Wohnhaus                                         | Wohnhaus                                          | Oberforstbacher Straße 346 Karte                                               | |                                         |                  |                 |
| Bunker                                           | Bunker                                            | Oberforstbacher Straße 353 Karte                                               | Einziges bekanntes Exemplar dieses Typs im Rheinland. Die nach hinten offene Anlage bot Platz für den Einsatz eines Maschinengewehres. Der nutzbare Raum für den Schützen ist 1,60 m breit und 1,50 m tief. Die 70 cm breiten Außenmauern verjüngen sich nach oben. Die Träger der Decke haben eine Höhe von 20 m, die Decke hat eine Betonstärke von 75 cm. Die Schießscharte in der Frontseite ist an den Seiten dreifach getreppt, oben nur abgerundet, und wird nach innen von einer 40 mm starken Panzerschartenplatte mit Schieberverschluss und Sehschlitz abgeschlossen. | 1939                                    |                  |                 |
| Wohnhaus                                         | Wohnhaus                                          | Oberforstbacher Straße 358 Karte                                               | |                                         |                  |                 |
| „Friesenrather Hof“                              | „Friesenrather Hof“                               | Pannekogweg 43 Karte                                                           | erste Erwähnung um 1334 als vierflügeliger Fronhof der Reichsabtei Kornelimünster in Bruchstein; Wappenstein des Fürstabtes Hyazinth Alfons Graf von Suys (1713–1745) aus dem Jahre 1721 über der Eingangstür; 1802 säkularisiert und privatisiert; Wohnhaus zweigeschossig in fünf Achsen mit Blausteingewänden. An der Westseite des Hofes Reste einer villa rustica aus römischer Zeit, die ihrerseits in der Liste der Bodendenkmäler in Aachen gelistet ist; | 1802/03                                 |                  |                 |
| weitere Bilder                                   | „Schloss Friesenrath“                             | Pannekogweg 46 Karte                                                           | erbaut als zweigeschossiges fünfachsiges verputztes Jagdschloss mit angrenzendem Schlosspark von Eugen Graf Beissel von Gymnich; gerahmt von fünf polygonalen Türmen, seit 1996 umfangreiche Restaurierung; heute Wohnhaus | 1925/26                                 |                  |                 |
| BW                                               | Bunker                                            | Pontsheide (im Garten des Grundstücks Nr. 15 - nicht öffentl. einsehbar) Karte | Nach hinten offener Schießstand für ein Maschinengewehr. Nutzbarer Raum für den Schützen 1,60 × 1,50 m; Außenmauern 70 cm, Betonstärke der Decke 75 cm. Schießscharte in der heute nicht mehr sichtbaren Frontseite an den Seiten vertreppt und wird nach innen von einer 40 mm starken Panzerschartenplatte mit Schieberverschluss und Sehschlitz abgeschlossen. | 1938/1940                               |                  |                 |
| Wohnhaus                                         | Wohnhaus                                          | Raafstraße 30 Karte                                                            | |                                         |                  |                 |
| Wohnhaus (Teile)                                 | Wohnhaus (Teile)                                  | Raafstraße 71 Karte                                                            | |                                         |                  |                 |
| Panzersperren                                    | Panzersperren                                     | Raafstraße Karte                                                               | Teil des Westwalls; Höckersperren aus Stahlbeton | 1838/39                                 |                  |                 |
| Wohnhaus (Teile)                                 | Wohnhaus (Teile)                                  | Raerener Straße 115 Karte                                                      | |                                         |                  |                 |
| Wohnhaus                                         | Wohnhaus                                          | Raerener Straße 225 Karte                                                      | |                                         |                  |                 |
| „Gut Weidwies“                                   | „Gut Weidwies“                                    | Raerener Straße 343 Karte                                                      | Bruchsteinhof aus ursprünglich zwei parallel liegende Bauten; Wohnhaus zweigeschossig und vierachsig, linke Achse durch moderne Fenster entstellt; Blausteingewände, Flügelanbau aus späterer Zeit, zugehörig eine Bruchsteinscheune | 18. Jh.                                 |                  |                 |
| „Wüstenei“                                       | „Wüstenei“                                        | Raerener Straße 344 (Teile) Karte                                              | Bruchsteinhof; Wohnstallhaus mit zweigeschossigem fünfachsigem Wohnteil und Blausteingewänden, Anlage zum Teil verändert. | Mitte 19. Jh.                           |                  |                 |
| Wohnhaus (Teile)                                 | Wohnhaus (Teile)                                  | Raerener Straße 357 Karte                                                      | |                                         |                  |                 |
| Kalkofen im Steinbruch Laschet                   | Kalkofen im Steinbruch Laschet                    | Raerener Straße Karte                                                          | |                                         |                  |                 |
| „Ritscheider Hof“                                | „Ritscheider Hof“                                 | Ritscheider Weg 62 Karte                                                       | Vierflügeliger Bruchsteinhof durch Maueranker auf 1635 datiert, bis zum 19. Jh. dreiflügelig; zweigeschossiges Wohnhaus, Scheune mit Wappenstein des Abtes Hyazinthus von Suys der Reichsabtei Kornelimünster und der Jahreszahl 1731; in den 1950er-Jahren am Wirtschaftstrakt Keilstein mit der Jahreszahl 1656 aus dem Schutt der Kleinmarschierstraße eingesetzt | 1635                                    |                  |                 |
| Wohnhäuser                                       | Wohnhäuser                                        | Schleckheimer Straße 143, 145 Karte                                            | |                                         |                  |                 |
| Wohnhäuser                                       | Wohnhäuser                                        | Schleckheimer Straße 151 Karte                                                 | |                                         |                  |                 |
| Wohnhäuser                                       | Wohnhäuser                                        | Schleckheimer Straße 153 Karte                                                 | |                                         |                  |                 |
| Wohnhaus (Teile)                                 | Wohnhaus (Teile)                                  | Schleckheimer Straße 155 Karte                                                 | |                                         |                  |                 |
| Wohnhaus                                         | Wohnhaus                                          | Schleckheimer Straße 166 Karte                                                 | |                                         |                  |                 |
| Wohnhaus                                         | Wohnhaus                                          | Schleckheimer Straße 211 Karte                                                 | |                                         |                  |                 |
| Splitterschutzzelle                              | Splitterschutzzelle                               | Schleidener Straße Karte                                                       | |                                         |                  | 3630            |
| Wohnhaus                                         | Wohnhaus                                          | Schleidener Straße 58–60 (Teile) Karte                                         | |                                         |                  |                 |
| Wohnhaus                                         | Wohnhaus                                          | Schleidener Straße 64, 66 (Teile) Karte                                        | |                                         |                  |                 |
| Wohnhaus                                         | Wohnhaus                                          | Schleidener Straße 110 Karte                                                   | |                                         |                  |                 |
| Wohnhaus (Teile)                                 | Wohnhaus (Teile)                                  | Schleidener Straße 132 Karte                                                   | |                                         |                  |                 |
| Wohnhaus                                         | Wohnhaus                                          | Schleidener Straße 139 Karte                                                   | | 1. Hälfte 19. Jh.                       |                  |                 |
| Wohnhaus                                         | Wohnhaus                                          | Schleidener Straße 162 Karte                                                   | |                                         |                  |                 |
| Wohnhäuser                                       | Wohnhäuser                                        | Schleidener Straße 202 Karte                                                   | | 1899                                    |                  |                 |
| Wohnhäuser                                       | Wohnhäuser                                        | Schleidener Straße 204 Karte                                                   | |                                         |                  |                 |
| Wohnhäuser                                       | Wohnhäuser                                        | Schleidener Straße 206, 208 Karte                                              | |                                         |                  |                 |
| Wohnhaus                                         | Wohnhaus                                          | Schleidener Straße 224 Karte                                                   | |                                         |                  |                 |
| Wohnhaus                                         | Wohnhaus                                          | Schleidener Straße 239 Karte                                                   | |                                         |                  |                 |
| Wohnhaus                                         | Wohnhaus                                          | Schleidener Straße 257 Karte                                                   | |                                         |                  |                 |
| „Gut Kalkhäuschen“                               | „Gut Kalkhäuschen“                                | Schleidener Straße 400 Karte                                                   | zweigeschossiges weiß geschlämmtes Wohnhaus in 5:2 Achsen aus Bruchstein mit Blausteingewänden; seitlich versetzt weiß geschlämmte zweigeschossige Bruchsteinscheune, ebenfalls mit Blausteingewänden, mittig Toreinfahrt | vor 1846                                |                  |                 |
| weitere Bilder                                   | ehem. Kalkofenanlage östl. der Schleidener Straße | Schleidener Straße Karte                                                       | Trichterkalköfen des Walheimer Kalkwerks; jetzt Teil des Freizeitgeländes Walheim; Ringkalkofen aus 1890, 1898 weitere Doppelofenanlage mit Trichterschachtöfen. Bis 1905 Erweiterung um zwei Rundkammeröfen und eine weitere Doppelofenanlage; 1964 stillgelegt. | 1890                                    |                  |                 |
| Preuß. Meilenstein und Preuß. Viertelmeilenstein | Preuß. Meilenstein und Preuß. Viertelmeilenstein  | Schleidener Straße Karte                                                       | |                                         |                  |                 |
| Wohnhaus                                         | Wohnhaus                                          | Schmithofer Straße 32 Karte                                                    | |                                         |                  |                 |
| Wohnhaus (Teile)                                 | Wohnhaus (Teile)                                  | Schmithofer Straße 34 Karte                                                    | |                                         |                  |                 |
| Wohnhaus                                         | Wohnhaus                                          | Schmithofer Straße 40–42 Karte                                                 | |                                         |                  |                 |
| Wohnhaus                                         | Wohnhaus                                          | Schmithofer Straße 46 Karte                                                    | |                                         |                  |                 |
| Wohnhäuser                                       | Wohnhäuser                                        | Schmithofer Straße 52, 54 Karte                                                | |                                         |                  |                 |
| Wohnhäuser                                       | Wohnhäuser                                        | Schmithofer Straße 75, 77 Karte                                                | |                                         |                  |                 |
| Wohnhaus (Teile)                                 | Wohnhaus (Teile)                                  | Schmithofer Straße 186 Karte                                                   | | 1890                                    |                  |                 |
| Wohnhaus                                         | Wohnhaus                                          | Schmithofer Straße 194 Karte                                                   | |                                         |                  |                 |
| Wohnhaus                                         | Wohnhaus                                          | Schmithofer Straße 201 Karte                                                   | | 1868                                    |                  |                 |
| Wohnhaus                                         | Wohnhaus                                          | Schmithofer Straße 202 Karte                                                   | |                                         |                  |                 |
| weitere Bilder                                   | Kath. Pfarrkirche St. Josef                       | Schmithofer Straße 204 Karte                                                   | |                                         |                  |                 |
| Wohnhäuser                                       | Wohnhäuser                                        | Schmithofer Straße 214, 216, 218 Karte                                         | |                                         |                  |                 |
| Panzerbefestigung                                | Panzerbefestigung                                 | Schmithofer Weg / Monschauer Straße Karte                                      | Teil des Westwalls; Höckersperren aus Stahlbeton | 1938/39                                 |                  |                 |
| Wohnhäuser                                       | Wohnhäuser                                        | Siefer Weg 22, 24 Karte                                                        | |                                         |                  |                 |
| Stellwerk                                        | Stellwerk                                         | Stellwerk Bahnhof Walheim bei Aachen                                           | Bauart Jüdel; zweigeschossiges Ziegelgebäude auf rechteckigem Grundriss mit gleisseitig abgeschrägten Ecken errichtet. Das überkragende, steile Walmdach mit Pappdeckung auf Brettschalung diente als Blendschutz | um 1890                                 |                  |                 |
| Wohnhaus                                         | Wohnhaus                                          | Triftweg 55 Karte                                                              | |                                         |                  |                 |
| „Gut Trift“                                      | „Gut Trift“                                       | Triftweg 139 Karte                                                             | Dreiflügeliger Hof in Bruchstein und mit Quadern; Fenster- und Türengewände in Blaustein; Wohnhaus zweigeschossig und fünfachsig, Hof von Mauer abgeschlossen | 18. Jh.                                 |                  |                 |
| Wohnhaus                                         | Wohnhaus                                          | Wilbankstraße 2 Karte                                                          | |                                         |                  |                 |
| Wohnhäuser                                       | Wohnhäuser                                        | Wilbankstraße 27, 29, 31 Karte                                                 | |                                         |                  |                 |
| Wohnhäuser                                       | Wohnhäuser                                        | Wilbankstraße 129–131, 133–135 Karte                                           | |                                         |                  |                 |
| Wohnhäuser                                       | Wohnhäuser                                        | Wilbankstraße 141, 143 (Teile) Karte                                           | |                                         |                  |                 |

## Ehemalige Denkmäler
| Bild     | Bezeichnung | Lage                       | Beschreibung                             | Bauzeit | Eingetragen seit | Denkmal- nummer |
| -------- | ----------- | -------------------------- | ---------------------------------------- | ------- | ---------------- | --------------- |
| Wohnhaus | Wohnhaus    | Friesenrather Weg 42 Karte | seit 2013 nicht mehr unter Denkmalschutz |         |                  |                 |
| Wohnhaus | Wohnhaus    | Grünstraße 7 Karte         | seit 2016 nicht mehr unter Denkmalschutz |         |                  |                 |